# Pholcus sveni
Pholcus sveni là một loài nhện trong họ Pholcidae. Loài này có ở quần đảo Canaria.